# Мустакімов Георгій Степанович
Гео́ргій Степа́нович Мустакі́мов (нар. 26 квітня 1950, Верхнє Тепле) — український художник; член Спілки художників України з 1993 року.

## Життєпис
Народився 26 квітня 1950 року в селі Верхньому Теплому (нині Тепле Щастинського району Луганської області, Україна). Протягом 1974—1978 років навчався у Ворошиловградському державному художньому училищі (викладачі Б. Хенкін, Б. Беспружна); у 1978—1983 роках — у Харківському художньо-промисловому інституті на факультеті «Інтер'єр та обладнання» по спеціалізації «художник декоративного мистецтва». Педагогами з фаху були В. Бондаренко та професор Михайло Шапошников.
З 1984 року працював на Ворошиловградському художньо-виробничому комбінаті, одночасно упродовж 1984–1989 років викладав у Ворошиловградському художньому училищі; у 2001—2010 роках — у Луганському коледжі культури і мистецтв. Жив у Луганську в будинку на 3-му Поперечному провулку, № 15. У 2014 році, після початку російсько-української війни, пережив бомбардування терористів, обстріли із «Градів», вимушений переселенець (з Луганська вибрався влітку 2014 року, проживає у Києві).

## Творчість
Працює в галузі станкового живопису та станкової графіки. Створює тематичні полотна, портрети, пейзажі, натюрморти. Серед робіт:
живопис
- «Кожному свій хрест» (1986);
- «Білий ангел» (1997);
- «Реквієм» (2004);
- «Будиночок Даля» (2010);
- «Філармонія» (2014);
- «Айстри» (2014);
- «Фронтові 100 грам» (2015);
- «Попередження» (2015);
- «Аліна» (2016);
- «Валерія» (2016);
- «Весна» (2016);
- «Літо» (2016);
- «Горобина» (2016);
- «Вересень» (2016);
- «Цвітіння» (2017);
- «Дари літа» (2017);
- «Піони» (2017);
- «Місячний серпантин» (2017);
- «Луганка» (2017);

серії
- «Діалог» (2001–2017);
- «Лунарій» (2009–2010);

графіка
- «Жінка» (2016).

1983 року став дипломантом міжнародного конкурсу політичного плакату в Москві. Бере участь в обласних, всеукраїнських, зарубіжних мистецьких виставках з 1984 року. Персональні виставки відбулися у Луганську у 1996–1997 (у Луганському обласному художньому музеї), 2003, 2005, 2010 роках. 
Роботи художника зберігаються у Луганському художньому музеї, музеях Києва, приватних зібраннях у Данії, Німеччині, Росії, Ізраїлі, Нідерландах, Австрії, Італії та інших країнах.